# Relations entre les États-Unis et Israël
Les relations entre les États-Unis et Israël sont un facteur important dans la politique étrangère du gouvernement des États-Unis au Moyen-Orient depuis 1948. Les États-Unis maintiennent avec Israël une relation de proximité et de soutien via une aide financière annuelle et des accords militaires.

## Les relations israélo-américaines

### Un soutien important
Avant même la création d’Israël, la communauté juive aux États-Unis s'active à rassembler des fonds et des renseignements pour créer le pays. Le soutien à Israël est marqué par de puissants groupes de pressions, composé à la fois de Juifs et de non-Juifs, dont le but est d'influencer la politique étrangère américaine au profit de l’État hébreu. Contrairement à ce qui prévaut généralement dans le reste du monde, où le lobbyisme est associé à une théorie du complot, le lobbyisme est aux États-Unis institutionnalisé, .
La communauté juive américaine est bien organisée et constitue un électorat important,. Les fondamentalistes protestants, nombreux dans les États du sud et du centre-ouest du pays, sont également un atout pour la cause sioniste.
Ils sont influencés par le concept biblique selon lequel la reconstruction de l’État hébreu en Palestine est la condition du retour de Jésus sur Terre,. La relation israélo-américaine est parfois un objet de controverse, certains parlant même de véritable sujet politique tabou.

### Relations militaires

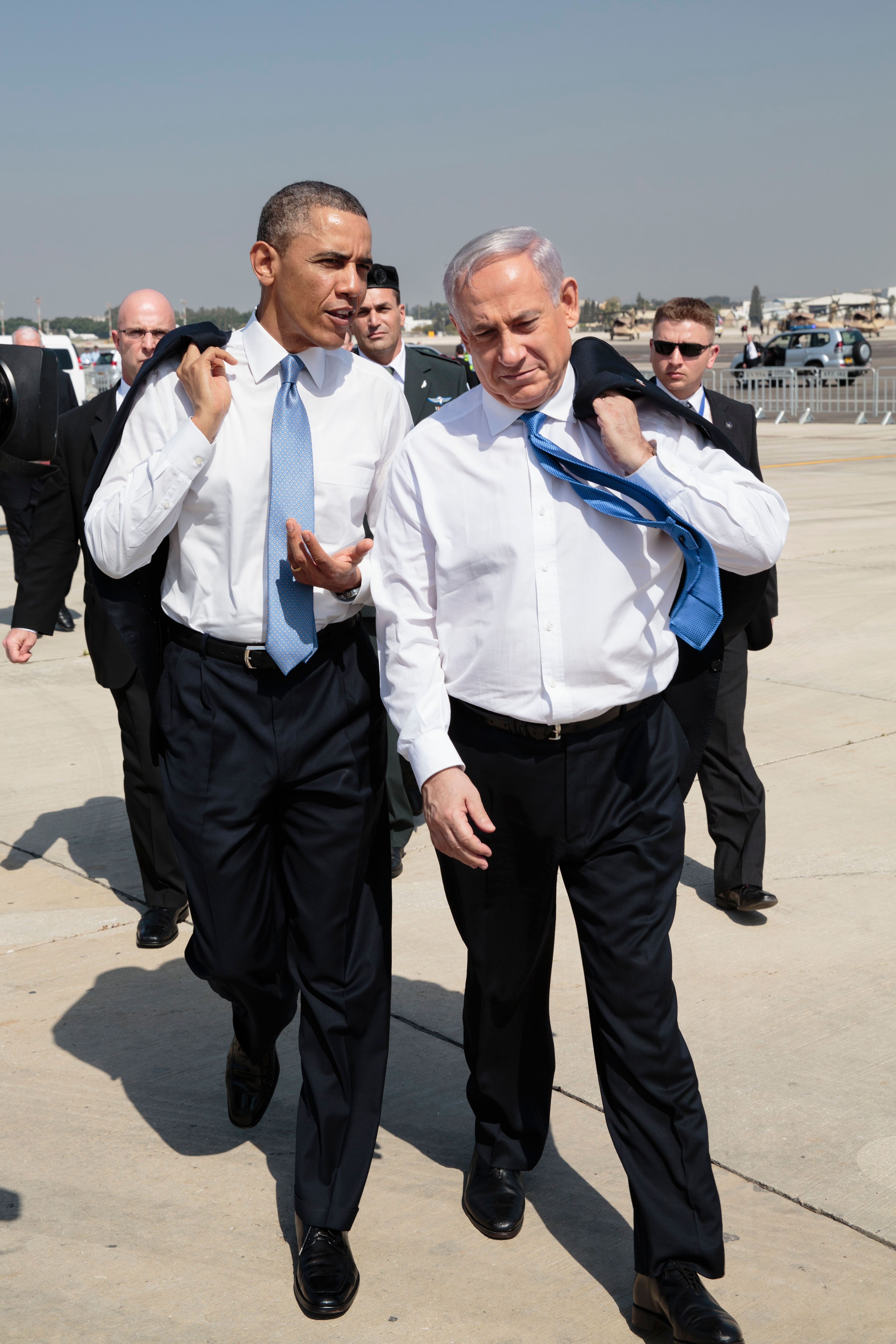
Le président américain Barack Obama avec le Premier ministre israélien Benyamin Netanyahou en mars 2013.

La coopération entre Israël et les États-Unis est très proche dans beaucoup de domaines d'activité militaire.
Les États-Unis supervisent la recherche-développement en armes d'Israël, contribuant au financement d'importants projets de défense israéliens comme le char d'assaut Merkava, le Dôme de fer et le chasseur IAI Lavi. Israël participe activement au développement de l'avion de combat F-35 Lightning. Les deux armées mènent conjointement des exercices pour tester leur bonne inter-opérabilité. En contrepartie, la sixième flotte américaine stationne à Haïfa et Israël assure la logistique et la maintenance pour les forces américaines déployées dans la région.
Les deux pays mettent également en commun leurs services de renseignements. Les États-Unis partagent notamment des données brutes sur les citoyens américains.

## Histoire des relations américano-israéliennes

### Pré-Israël
Avant même la création d’Israël, la communauté juive sioniste aux États-Unis s'active à rassembler des fonds et des renseignements pour créer le pays En 1917, le président américain Woodrow Wilson souscrit à la Déclaration Balfour, qui exprimait le soutien de la Grande-Bretagne à la création d’un foyer national pour le peuple juif en Palestine,, mais ne fait quasiment rien pour la réalisation de ce projet.
L’implication américaine la plus significative à cette période – une commission d’enquête envoyée dans la région en 1919 par la Conférence de Paris sous la direction des Américains Henry Churchill King et Charles Crane aboutit à la conclusion que la population locale s’opposerait à une occupation sioniste durable, allant jusqu’à donner un avis défavorable à la création d’un État juif indépendant.

### Post-Israël

#### Administration Truman (1945-1953)
Le président Truman reconnait Israël le jour même de sa création,, aussi bien pour des raisons électorales que personnelles  malgré une opposition d'une partie du département d’État,. Des notes de son journal intime révèlent qu'il trouve les juifs cruels . L'AIPAC, premier lobby pro-israélien naît en 1951, trois ans après la naissance d'Israël. Il est à l'origine appelé Comité Sioniste Américain pour les Affaires Publiques. Contrairement à ce qui prévaut en France, où le lobbyisme est associé à une théorie du complot, le lobbyisme est aux États-Unis institutionnalisé .

#### Administration Eisenhower (1953-1961)
En 1956, le président égyptien Nasser nationalise le canal de Suez ce qui déclenche la crise de Suez. Le conseil de sécurité de l'ONU appelle Israël à se retirer, ce qu'Israël fait en partie,. Eisenhower appelle à un retrait complet du Sinaï, sous peine de sanctions, ce qu'Israël accepte,..

#### Administration Kennedy (1961-1963)
En 1960, Kennedy, alors candidat à la présidentielle américaine prononce un discours devant la convention américaine sioniste.
Porté au pouvoir, les renseignements américains apprennent à l'administration Kennedy qu'Israël est, avec le soutien de la France, en train de mettre en place un projet nucléaire à Dimona dans le désert du Néguev. L'administration Kennedy y est opposée et cherche à rassurer Israël sur sa sécurité pour l’empêcher de développer un arsenal nucléaire, en vain,,. Kennedy met en place des accords militaires et étend les embargos sur les armes que les administrations Eisenhower et Truman ont mis en place.
David Ben Gourion, le premier ministre Israélien, assure aux États-Unis qu'Israël ne cherche pas à se doter de l'arme nucléaire . En 1961, des accords sont mis en place pour assurer des inspections américaines. En visite aux États-Unis, Shimon Peres promet au président Kennedy que «Israël n'introduira pas d'armes nucléaires dans la région ». Les suspicions sur le programme nucléaire israélien au sein de l'administration Kennedy deviennent avec le temps de plus en plus intense, et les États-Unis exigent des inspections annuelles.

#### Administration Johnson (1963-1969)
À la suite de l’assassinat de Kennedy, l'administration de Lyndon Baines Johnson reste opposée au programme nucléaire Israélien. Le président Johnson augmente l'aide à Israël.
En 1967 éclate la guerre des Six Jours, Israël attaque l’Égypte, et la Jordanie. La Marine et l'Armée de l'air de Israël ouvrent le feu sur le USS Liberty, un navire de la NSA sous drapeau américain. L'administration Johnson pense d'abord que c'est l'Union Soviétique. Israël affirme que c'est un accident regrettable, présente ses excuses et dédommage les victimes, l'affaire est par la suite officiellement close. Une version contestée par de nombreux historiens et militaires qui affirment qu'Israël a ouvert le feu de façon délibérée,,,.
En 1968, l'administration Johnson apprend qu'Israël dispose désormais d'ogives nucléaires.

#### Administration Nixon (1969-1974)
L'administration de Richard Nixon envisage de faire pression sur Israël pour qu'ils signent le traité de non prolifération nucléaire, et acceptent des visites internationales pour démanteler leur programme nucléaire. Les diplomates américains, inquiets pensent que les armes nucléaires pourraient encore plus compliquer le processus de paix avec les pays arabes.
En 1969, le président Nixon passe un accord non écrit avec Golda Meir. Les États-Unis acceptent qu'Israël ne signe pas le traité de non prolifération nucléaire et ne réagiront pas aussi longtemps qu'Israël ne révèlera pas publiquement ses armes nucléaires au monde entier. Cet accord, resté secret jusqu'en 1991, sera suivi par tous les futurs dirigeants américains et israéliens,,
En 1973, éclate la guerre du Kippour. Le gouvernement israélien est informé d'une attaque imminente par le roi Hussein de Jordanie et aurait été informé par le propre gendre du président Nasser. Henry Kissinger, le secrétaire d’État américain prévient que si Israël attaque en premier de façon préventive, alors aucune aide ne viendrait des États-Unis. Israël est durement touché et le ministre de la défense Moshé Dayan, persuadé que la survie d’Israël est en jeu, demande au premier ministre l’autorisation d’engager les préparatifs pour une « démonstration » de la capacité nucléaire d’Israël. Henry Kissinger explique que bien que juif lui-même, il n'allait pas en tant que chef de la diplomatie américaine trahir les propres intérêts des États-Unis. Les organisations juives sionistes du monde entier lui reprocheront d’être un traitre ou un juif antisémite. Dans des enregistrements audios dévoilés par la suite, Henry Kissinger lâche devant le président Richard Nixon "bâtards de juifs" , et "Y a-t-il un seul peuple dans le monde qui soit aussi égoïste que les juifs ? Aucun",.
En avril 1973, le sénateur démocrate de l'Arkansas William Fulbright dénonce la « subordination » du Sénat des États-Unis à Israël. Selon lui, autour de 80 % des parlementaires agissent constamment et délibérément au service des intérêts israéliens.

#### Administration Carter (1977-1981)
Le président Jimmy Carter mène une politique pro-israélienne et destitue Andrew Young de sa fonction d'ambassadeur des États-Unis aux Nations unies, lui reprochant d'avoir rencontré des représentants de l'Organisation de libération de la Palestine (OLP).
En 2006 pourtant, il affirme qu’Israël est un État « d'apartheid », estimant que ce terme se justifie par « les barrières grillagées, les détecteurs électriques et les blocs de béton installés par les autorités israéliennes le long de la frontière avec la Cisjordanie. » Il estime également que la critique d’Israël est devenue quasiment impossible aux États-Unis : « il y a dans ce pays une formidable intimidation qui réduit nos concitoyens au silence », un silence observé par les « individus ou personnes candidates à des fonctions électives mais aussi par les médias d'information ». Il est durement attaqué par la presse américaine pour ces déclarations ; le New York Post estime que « de président raté, il est devenu un ami des tyrans de gauche, détracteur global de tout ce qui peut représenter les intérêts légitimes de l’Amérique. » L’Anti-Defamation League fait publier des annonces dans différents journaux accusant l'ancien président d’être antisémite. Plusieurs dirigeants du Parti démocrate, tels que Howard Dean (président du parti) et Nancy Pelosi (présidente de la Chambre des représentants) prennent alors leurs distances avec Carter.

#### Administration Reagan (1981-1989)
Ronald Reagan est le premier candidat à l'élection présidentielle à faire obtenir moins de 50 % du vote juif que son opposant démocrate,
Pendant sa présidence, Reagan reçoit des lettres du lobby sioniste AIPAC qui demande de l'argent pour Israël.
Pendant la guerre civile libanaise, l'ambassadeur des États-Unis au Moyen-Orient, Morris Draper exige un retrait israélien. Le premier ministre israélien Menahem Begin affirme qu'Israël maintient l'ordre à Beyrouth et le ministre de la défense Ariel Sharon répond qu'ils luttent contre la terreur :
"Que vous l'ayez pensé ou pas… Quand l'existence et la sécurité sont en jeu, tout est de notre responsabilité, on ne laissera jamais personne d'autre décider pour nous. (...) M. Draper, vous craignez d'être soupçonné d'être de mèche avec nous ? Niez-le et on le niera" ,
Quelques jours après la rencontre, a lieu le Massacre de Sabra et Chatila, l'ambassadeur américain Draper écrit à Ariel Sharon :
"C'est horrible. J'ai un représentant dans les camps qui compte les corps. Vous devriez avoir honte." 
Dans ses mémoires, le secrétaire d'État américain Shultz affirme :
"Les Israéliens ont dit qu'ils entraient dans Beyrouth (…) pour éviter un bain de sang, il s'avère qu'ils l'ont facilité et peut-être même suscité, (...) le résultat brutal aura été que nous sommes partiellement responsables" 
En 1982, une enquête du Congrès conduit l'administration Reagan à interdire la vente de bombes à fragmentation à Israël durant six ans.
En 1985, Israël et les États-Unis négocient un accord de libre-échange. De nombreuses multinationales américaines sont opposées à l'accord. Plusieurs groupes d'affaires américains ainsi que des multinationales comme Monsanto affrontent l'ambassade d’Israël et le lobby américano-israélien AIPAC qui réussissent à faire voter l'accord. Les États-Unis resteront en déficit permanent dans leur commerce avec Israël depuis sa signature.

##### Scandale de l'espionnage israélien
En 1985, le FBI interroge un analyste militaire américain, Jonathan Pollard qui se trouve être un espion israélien . Quelques jours plus tard, il tente de fuir avec son épouse, pénètre de force dans l'ambassade israélienne de Washington en réclamant l'asile politique, qui leur sera refusé, les gardes de l'ambassade le refoulant. Ils sont subséquemment appréhendés par le FBI.
Inculpé pour « transfert d'informations classifiées à un pays allié, sans intention de nuire aux États-Unis », il plaide coupable à l'accusation d'espionnage le 4 juin 1986, et se défend en affirmant qu'il voulait simplement contribuer à protéger Israël. Le secrétaire de la Défense Caspar Weinberger écrit un mémo confidentiel au juge ou il affirme que c'est "une des plus graves affaires d’espionnage de toute l'histoire des États-Unis". Jonathan Pollard est condamné à la prison à vie le 4 mars 1987.
Le fait que Pollard ait pu fournir des documents secrets auxquels son niveau d'officier ne pouvait lui permettre d'accéder laisse penser qu'une taupe d'un niveau hiérarchique bien supérieur ait pu l'aider. L'affaire Jonathan Pollard ne serait que la partie émergée d'une immense opération d'infiltration vaste entreprise de pénétration des services israéliens en vue de s’emparer d’un certain nombre de secrets technologiques et industriels américains.

#### Administration H.W. Bush (1989-1993)
En 1989, le secrétaire d’État James Baker déclare devant le lobby AIPAC en 1989 qu'Israël devrait abandonner ses "politiques expansionnistes".
Le gouvernement Israélien de Ytzak Shamir demande de l'argent aux États-Unis mais le président américain H.W. Bush refuse. Le président des États-Unis accepte que les prêts  soient accordés uniquement si la colonisation cesse à Gaza.
Le premier ministre Israélien insiste pour obtenir de l'argent, et entre en conflit politique avec H.W. Bush. Pour plusieurs observateurs, le président Bush a perdu les élections présidentielles de second mandat à cause de son opposition à Israël.
En 2005, l'ancien président s'en prend à la puissance du lobby sioniste américain
Pour Jacob Heilbrunn, éditorialiste au New York Times : "Il n'a pas été capable de tenir à cause de son refus d'accorder les prêts à Israël. C'était un seul bonhomme face à un énorme lobby. Il n'a pas tenu le coup, George Bush s'est fait crucifier" 

#### Administration Clinton (1993-2001)
En 1992, le président du lobby sioniste AIPAC déclenche un véritable scandale aux États-Unis en expliquant au cours d'une conversation téléphone qu'il dispose de beaucoup d'influence sur la politique étrangère américaine et l’élection des hommes politiques américains. Il explique ainsi : "On a l'oreille de Bill Clinton. J'ai parlé à Bill Clinton, ça va être très bon pour nous... Il y a une place dans son cœur pour les juifs, il a des amis juifs. Clinton est le meilleur gars pour nous.. (...) On est en train de négocier.. on veut le ministère des affaires étrangères et la direction de la NSA... j'ai une liste (...)" .
Le président des États-Unis Bill Clinton joue un rôle important dans la signature des accords d'Oslo entre Yitzhak Rabin et Yasser Arafat. Après la mort de Rabin, les relations entre Benyamin Netanyahou et Bill Clinton sont marquées par d'importantes tensions entre les deux hommes, lors de leur première rencontre en 1996, Netanyahu délivre ainsi à Clinton un cours sur la question israélo-arabe, ce qui met le président américain hors de lui. “Putain pour qui se prend ce type ?" lâche Bill Clinton,.
Pendant le processus de négociation de 1999, Israël le met sur écoute et intercepte toutes ses conversations téléphoniques afin de pouvoir mieux négocier.
Le premier ministre israélien utilise le lobby sioniste américain afin de peser de tout son poids sur le gouvernement américain via le congrès.

##### Israël et l'affaire Lewinsky
La présidence de Bill Clinton est également marquée par le scandale Lewinsky, cette jeune stagiaire ayant eu un rapport sexuel avec lui.
Le premier ministre israélien Benyamin Netanyahou tente de se servir des enregistrements secrets des amants qu'il a obtenu, pour faire du chantage au président des États-Unis et le pousser à libérer l'espion Jonathan Pollard. Le directeur de la CIA, George Tenet, est scandalisé et menace de démissionner si Clinton libère l'espion.

#### Administration W. Bush (2001-2009)
La mort de Yasser Arafat, leader historique de l'OLP, en novembre 2004 entraine l’élection de Mahmoud Abbas à la présidence de l’Autorité palestinienne en janvier 2005. Un an plus tard, les élections législatives, que les Américains réclamaient, donnent la majorité au Hamas avec 44,4 % des voix, ce qui provoque aux États-Unis surprise et indignation.
En 2003, le journaliste Serge Halimi considère que « l’ensemble des milieux dirigeants américains - Maison Blanche, Congrès, les deux principaux partis, la presse, le cinéma - ont construit et consolidé un système pro-israélien à ce point ancré dans la vie politique, sociale et culturelle des États-Unis qu’une défaite de sa part est devenue presque inconcevable ». En 1987, le parlementaire Mervyn Dymally estimait déjà « qu’un élu de la Knesseth était plus libre de critiquer la politique israélienne qu’un parlementaire américain ».
Les États-Unis commencent à partir de 2005 à livrer à Israël une toute nouvelle arme, le GBU-28, qui peut permettre d'attaquer les installations nucléaires iraniennes. En 2005, les États-Unis apprennent qu'Israël a vendu du matériel militaire américain à la Chine. Le secrétaire américain à la défense Donald Rumsfeld et la secrétaire d’État Condoleezza Rice ordonnent des sanctions contre le complexe militaro-industriel israélien et demandent des explications,.
En août 2007, les États-Unis augmente de près d’un quart leur aide militaire à Tel-Aviv.
En mai 2008, George W. Bush se rend pour la deuxième fois en Israël. George W. Bush déclare devant la Knesset «La population d'Israël n'est peut-être que d'un peu plus de 7 million mais quand vous faites face à la terreur et au mal, vous êtes 307 millions parce que l'Amérique est à vos côtés ».
Les autorités israéliennes présentent à la Maison-Blanche une liste d'armements sophistiqués qu'elles souhaitent acquérir, donnant lieu à des négociations sensibles. Il s'agit notamment d'avions de combat, de missiles de longue portée et de nouveaux systèmes de radars. Les Israéliens demandent également à George W. Bush de leur livrer une bombe capable de pénétrer profondément le sol et destinée à détruire les installations nucléaires de l'Iran mais Bush refuse.

#### Administration Obama (2009-2016)
Le 10 février 2007, Barack Obama annonce sa candidature à la présidence des États-Unis. Le 4 juin 2008, il se rend devant le lobby AIPAC pour faire un discours pro-Israël,. À partir de 2009, l'administration Obama commence à livrer de façon très discrète à Israël des bombes hautement pénétrantes, ce qui pourrait rassurer l’électorat juif.
Les relations entre Barack Obama et Benyamin Netanyahou sont marquées par de très fortes tensions entre les deux hommes.
Lors de sa visite en Israël en 2010, le vice-président Joe Biden se charge de conforter les Israéliens dans l’idée que le président Obama les aime et affirme que le lien entre les États-Unis et Israël est « inébranlable » et « indestructible ». Israël annonce la reprise des permis de construire (dans les colonies juives de la zone C) de Cisjordanie, pendant sa visite, ce qui met les États-Unis dans l’embarras et force le vice-président américain à condamner,.
Pendant la seconde campagne présidentielle de Obama, Netanyahu prend parti pour le candidat Républicain Mitt Romney contre Obama. Benjamin Netanyahou va jusqu'à prendre à partie le peuple américain dans l'émission Meet the Press de la chaîne américaine NBC News du 16 septembre. Le candidat républicain Mitt Romney est même accueilli comme un chef d'État en Israël et une soirée de collecte de fonds est organisée pour lui à Jérusalem par le milliardaire américain juif Sheldon Adelson.
Yoel Marcus du journal israélien Haaretz estime que c'est une erreur : « Les conseillers d'Obama ne sont pas aveugles au phénomène appelé Sheldon Adelson, qui dépense des dizaines de millions de dollars en faveur du candidat républicain pour faire tomber le président sortant. C'est le même homme qui finance le journal gratuit israélien qui soutient Nétanyahou et ses positions »
Pour le journaliste Ben Dror Yemini du quotidien israélien Maariv, le premier ministre israélien « est devenu l'ennemi d'Obama ». 
Pour l'ancien premier ministre israélien Ehud Olmert, Netanyahou vient de « cracher au visage du Président des États-Unis » et il met en garde Israël contre une vengeance possible d’Obama pendant son second mandat,.
Barack Obama aurait qualifié en privé le premier ministre israélien d'homme politique « lâche » qui ne souhaite pas prendre de risque politique s'agissant du processus de paix israélo-palestinien, et dont la politique de colonisation conduit Israël à un « isolement presque total ».
Fin août 2013, estimant que la « ligne rouge » est franchie par le régime de Bachar el-Assad, le Royaume-Uni, la France et les États-Unis, malgré la réticence de leurs peuples, menacent de tirer sur la Syrie. Alors que la France annonce des frappes, le parlement britannique bloque l'intervention militaire du gouvernement Cameron, et Barack Obama, effectuant une volte-face, décide de différer les frappes pour s'en remettre au Congrès. Le lobby sioniste AIPAC fait alors tout pour que la guerre éclate mais échoue.
À la suite du scandale de la NSA, de nombreux documents secrets révélés par Edward Snowden montrent que les États-Unis ont des accords de coopération très poussés avec Israël. En vertu de cette coopération élargie, les Américains et les Israéliens travaillent ensemble pour avoir accès à des cibles géographiques qui comprennent les pays d’Afrique du Nord, le Moyen-Orient, le golfe Persique, l’Asie du Sud, et les républiques islamiques de l’ex-Union soviétique.
Les services américains partagent notamment de nombreuses informations sur des citoyens américains mais considèrent que les Israéliens comme particulièrement agressifs contre eux. Les documents secrets américains révèlent également que "Les décideurs politiques (américains) sont inquiets de la menace qu'Israël représente pour une résolution pacifique du problème iranien, et de certaines activités israéliennes dans la région" .
En 2014, Obama déclare que seule une solution à deux États au conflit israélo-palestinien pourra continuer à assurer que la démocratie israélienne reste en majorité une démocratie juive. En avril 2014, le secrétaire d’État John Kerry déclenche une polémique à la suite de l'utilisation du mot apartheid lors d'une réunion secrète de la puissante commission trilatérale, dirigée par le multi-milliardaire David Rockefeller,.
Le secrétaire d’État américain déclare ainsi aux membres de la commission trilatérale : « La création de deux États sera la seule solution réaliste. Parce qu'un État unitaire finirait par être soit un État d'apartheid avec des citoyens de seconde classe, soit un État qui détruira la capacité d'Israël d'être un État juif »

##### Opération Bordure Protectrice
Lors de l'été 2014, Israël lance l'opération Bordure protectrice, qui fait de nombreuses victimes civiles palestiniennes. Le premier ministre Netanyahu déclare :  "Aucune pression internationale ne nous empêchera de frapper les terroristes qui nous attaquent" .
L'administration Obama est exaspérée,, bien qu'elle soutienne publiquement Israël, et elle appelle à un cessez-le-feu. Un plan de cessez-le-feu, dévoilé par le document par le journal Haaretz déclenche un scandale en Israël.
La presse israélienne tient des propos particulièrement violents contre le secrétaire d’État américain John Kerry allant jusqu’à le traiter de « traître » ou d'écrire que « le secrétaire d'État américain sera l'un des responsables de chaque goutte de sang supplémentaire qui sera versée »
L’administration Obama accuse après la publication de ces éditoriaux les Israéliens d’avoir « lancé une campagne de désinformation » dans la presse contre le chef de la diplomatie américaine. À la Knesset les propos anti-Obama et anti-Kerry se multiplient alors que le Premier ministre israélien va jusqu’à s'en prendre au chef de la diplomatie américaine en lui disant de « ne plus jamais jamais douter de ce que je dis sur le Hamas » avant que l'appel ne soit coupé.
L'administration Obama découvre fin juillet que le Pentagone a envoyé des munitions à Israël à son propre insu et sans l'accord du département d'État,,. Les responsables israéliens auraient qualifié l’administration d’Obama de « faible et naïve » alors que de leur côté les responsables américains, affirment que « Netanyahou et son département de sécurité nationale sont à la fois irresponsables et indignes de confiance ».
Le Congrès américain de son côté vote dans une majorité écrasante (395 à 8) plus d'argent pour aider l'armée israélienne,.
Stephen Walt, professeur émérite de politique internationale à l'université Harvard analyse ainsi la crise : « Le lobby sioniste américain AIPAC est la seule explication pour la politique moralement ignoble des États-Unis par rapport à Israël, (...) le congrès est sous la pression du lobby sioniste et l'administration Obama a les mains liées sur ce qui se passe à Gaza, car elle cherche à ne pas trop brusquer le congrès qui pourrait détruire toutes les chances d'obtenir un accord avec l'Iran »".
Dans les mois qui suivent l'offensive, le ministre de la Défense israélien Moshe Ya'alon se voit refuser un entretien avec le vice-président américain Joe Biden, la conseillère à la sécurité nationale Susan Rice, et le secrétaire d'État John Kerry. L'information est envoyée à un journal israélien, pour l'affaiblir politiquement. En 2010, Obama avait déjà laissé le premier ministre israélien attendre plus d'une heure pendant qu'il était parti manger avec sa famille après une discussion tendue .
En octobre 2014, le journaliste Jeffrey Goldberg révèle dans The Atlantic que l'administration Obama est dans une colère noire contre les Israéliens. Un haut responsable de l'administration Obama s'en prend au Premier ministre israélien Netanyahou : « Il n'est pas Yitzhak Rabin, il n'est pas Ariel Sharon, et il n'est certainement pas Menachem Begin. Il n'a pas de tripes » « Petite merde lâche » (chickenshit) . L'affaire déclenche une véritable tempête médiatique. Le Premier ministre israélien déclare devant la Knesset qu'il continuera à défendre Israël malgré les attaques personnelles contre lui et le secrétaire d’État américain John Kerry présente ses excuses . En janvier 2016, les États-Unis sont consternés par les propos du ministre de la Défense israélien Ya'alon qui dit préférer l'État islamique à l'Iran.

#### Administration Trump (2017-2021)

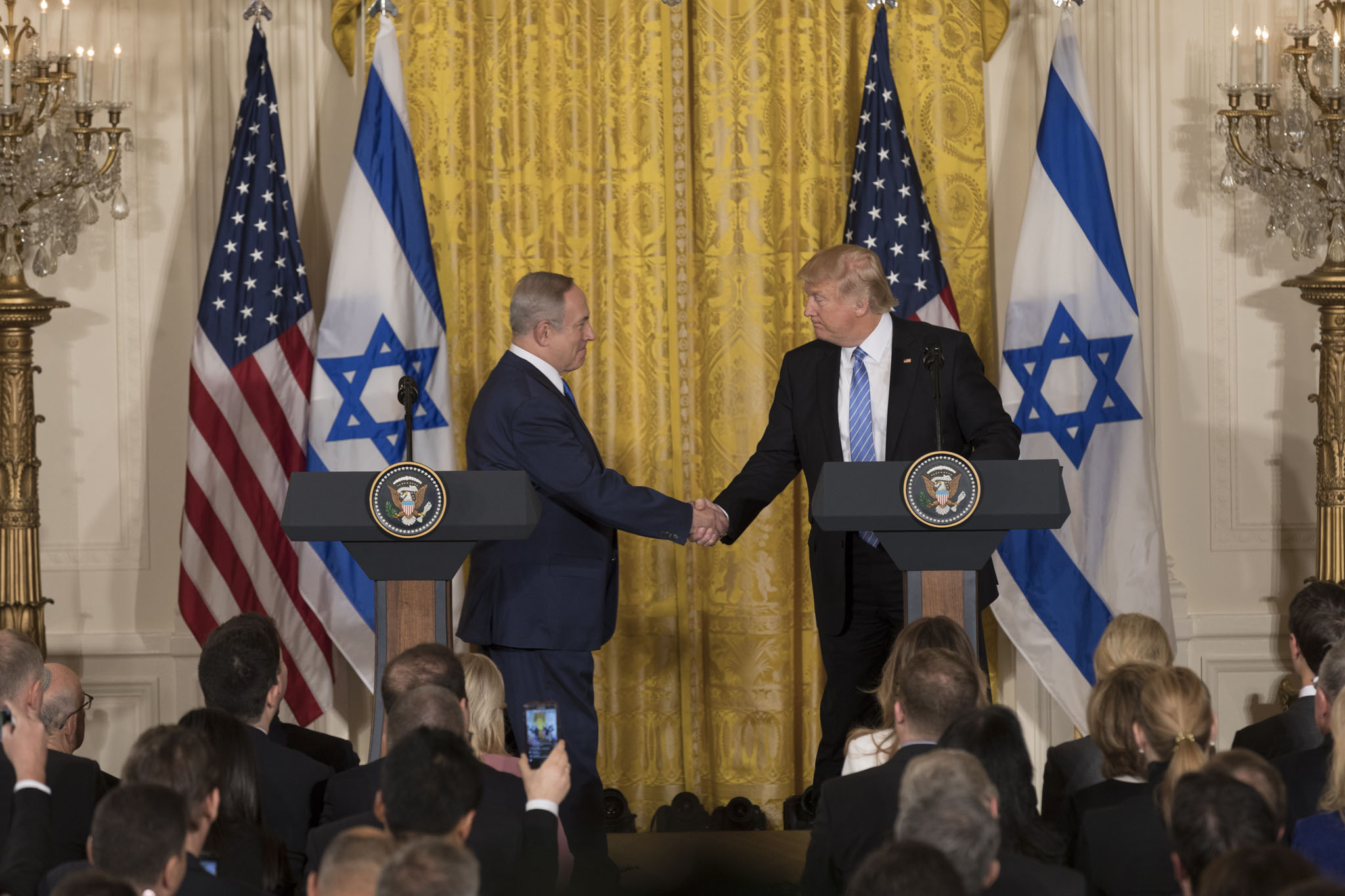
Benyamin Netanyahou et Donald Trump en février 2017.

Le 6 décembre 2017, le président américain Donald Trump déclare que les États-Unis reconnaissent Jérusalem comme capitale d'Israël et annonce son intention de déplacer l'ambassade américaine de Tel-Aviv vers Jérusalem. Le 22 janvier 2018, le vice-président américain Mike Pence annonce que l'ambassade américaine ouvrira avant la fin de l'année 2019.
Les États-Unis inaugurent officiellement leur ambassade à Jérusalem le 14 mai 2018, à l'occasion du 70e anniversaire de la création de l'État d'Israël. Ils retirent leurs financements à l’agence onusienne de soutien aux réfugiés palestiniens (UNRWA), et expulsent la représentation de l’Organisation de libération de la Palestine (OLP) à Washington.
Donald Trump reconnait en mars 2019 l’annexion par Israël du plateau du Golan, ce qu’aucun autre pays n’a fait, la communauté internationale considérant le Golan comme un territoire syrien sous occupation israélienne. Benyamin Netanyahou décide le mois suivant de baptiser une colonie israélienne sur le plateau du Golan du nom de Donald Trump.
Washington annonce en novembre 2019 reconnaitre la « légalité » des colonies israéliennes, en dépit du droit international. Le nombre de logements israéliens construits dans les territoires palestiniens occupés depuis que Donald Trump est président des États-Unis a augmenté de 90 %.

## Liste des ambassadeurs

### Ambassadeurs des États-Unis en Israël
| Date      | Nom                      | Nommé par            |
| --------- | ------------------------ | -------------------- |
| 1949–1950 | James Grover McDonald    | Harry S. Truman      |
| 1951–1953 | Monnett Bain Davis       | Harry S. Truman      |
| 1954–1959 | Edward B. Lawson         | Dwight D. Eisenhower |
| 1959–1961 | Ogden R. Reid            | Dwight D. Eisenhower |
| 1961–1973 | Walworth Barbour         | John F. Kennedy      |
| 1973–1975 | Kenneth Keating          | Richard Nixon        |
| 1975–1976 | Malcolm Toon             | Gerald Ford          |
| 1977–1985 | Samuel W. Lewis          | Jimmy Carter         |
| 1985–1988 | Thomas R. Pickering      | Ronald Reagan        |
| 1988–1992 | William Andreas Brown    | Ronald Reagan        |
| 1992–1993 | William Caldwell Harrop  | George Bush          |
| 1994      | Edward Djerejian         | Bill Clinton         |
| 1995–1997 | Martin Indyk             | Bill Clinton         |
| 1997–2000 | Edward S. Walker         | Bill Clinton         |
| 2000–2001 | Martin Indyk             | Bill Clinton         |
| 2001–2005 | Daniel C. Kurtzer        | George W. Bush       |
| 2005–2008 | Richard Jones            | George W. Bush       |
| 2008–2011 | James B. Cunningham (en) | Barack Obama         |
| 2011–2017 | Daniel B. Shapiro (en)   | Barack Obama         |
| 2017–2021 | David M. Friedman        | Donald Trump         |
| 2021–     | Thomas R. Nides          | Joe Biden            |

### Ambassadeurs d'Israël aux États-Unis
| Date        | Nom                |
| ----------- | ------------------ |
| 1948 – 1950 | Eliyahu Eilat      |
| 1950 – 1959 | Abba Eban          |
| 1959 – 1968 | Avraham Harman     |
| 1968 – 1973 | Jitzchak Rabin     |
| 1973 – 1979 | Simcha Dinitz      |
| 1979 – 1982 | Ephraim Evron      |
| 1982 – 1983 | Moshe Arens        |
| 1983 – 1987 | Meir Rosenne       |
| 1987 – 1990 | Mosche Arad        |
| 1990 – 1993 | Zalman Shoval      |
| 1993 – 1996 | Itamar Rabinovich  |
| 1996 – 1998 | Eliahu Ben-Elissar |
| 1998 – 2000 | Zalman Shoval      |
| 2000 – 2002 | David Ivry         |
| 2002 – 2006 | Danniel Ayalon     |
| 2006 – 2009 | Sallai Meridor     |
| 2009 – 2013 | Michael Oren       |
| 2013 – 2021 | Ron Dermer         |
| 2021        | Guilad Erdan       |
| 2021 –      | Michael Herzog     |